# Ormosia harsha
Ormosia harsha är en tvåvingeart som beskrevs av Alexander 1965. Ormosia harsha ingår i släktet Ormosia och familjen småharkrankar. Inga underarter finns listade i Catalogue of Life.